# Chaetogammarus afer
Chaetogammarus afer is een vlokreeftensoort uit de familie van de Gammaridae. De wetenschappelijke naam van de soort is voor het eerst geldig gepubliceerd in 1974 door Stock.